# معاهد ثانوية تونسية

## معاهد ثانوية
- معهد قرطاج حنبعل
- المعهد العلوي
- المدرسة الصادقية
- المعهد الثانوي محمد العربي الشماري

## معاهد ثانوية نموذجية

### شروط القبول بالمعاهد النموذجيّة
شروط القبول بالمعاهد النموذجيّة:
- النجاح في امتحان شهادة ختم التعليم الأساسي العام
- الحصول في امتحان شهادة ختم التعليم الأساسي العام على معدّل عام يسمح للمترشّح بأن يكون مرتّبا ضمن مجموعة المؤهّلين الأول للقبول بأحد المعاهد النموذجيّة
- عدم تجاوز سنّ السادسة عشرة
- عدم الاستمرار بالتعليم الأساسي

### القائمة
- معهد بورقيبة النموذجي بتونس
- المعهد النموذجي بسوسة
- المعهد النموذجي بأريانة
- المعهد النموذجي بالكاف
- المعهد النموذجي بقفصة
- المعهد النموذجي بصفاقس
- المعهد النموذجي بنابل
- المعهد النموذجي بمدنين
- المعهد النموذجي بالقيروان
- المعهد النموذجي بقابس
- المعهد النموذجي للفنون بالعمران

## اقرأ أيضا
التعليم في تونس

## وصلات خارجية
- موقع البوابة التربوية التونسية (وزارة التربية).
- موقع وزارة التعليم العالي في تونس.